# KEY THE METAL IDOL
『KEY THE METAL IDOL』（キィ・ザ・メタル・アイドル）は1994年から1997年にかけて発売された全15話のOVA作品。ポニーキャニオンOVA製作10周年記念作。VHSビデオを媒体に、1巻1話（25分）収録の形式で発売された。当初は各巻2500円とOVAとしては安価に設定された価格で、第1巻に限っては初回1000円であった。当初は1ヶ月に1巻のペースで発売し、全26話（2クール分）の予定だったが、次第に制作・発売のペースが遅れていく。後に制作期間が短縮され、14巻・15巻は1話95分という変則的な構成となった。
VHS版の他にLD版およびDVD版もあり、こちらは1巻に複数話（2〜3話）をまとめて収録し、6000〜7000円で発売された。後にDVD-BOXも発売されている。
ニッポン放送でラジオドラマも放送され、それを収録したCDが全4枚発売された。
本作のラストシーンの歓声は、九段会館KEYイベント時に録音した歓声を使用している。

## ストーリー
山間の村・猯尾谷（まみおだに）。そこに住む17歳の少女・巳真兎季子は、自身を祖父の武羅尾に作られたロボット「キィ」だと信じていた。武羅尾はある日兎季子に「友を集めなさい」と言い残して、唐突な事故死を遂げる。本当にキィを思ってくれる友人を3万人集めれば、キィは人間に生まれ変われる、と。
祖父の遺言を実行するべく東京に向かったキィは、偶然に幼友達の厨川さくらと再会。さらに、稀代のトップシンガー・鬱瀬美浦のライブ映像を見たキィは、3万人の友達を集めるためにアイドルになることを決意し、行動を起こしていく。
しかし、そんなキィの周囲で奇妙な事件が多発するようになる。夜の街を徘徊するロボット、PCスピーカーから聞こえる謎の歌、突如勃発する若木とDの死闘。事件の裏にいるのは、巨大軍事企業を率いる蛙杖仁策であった。

## 登場人物

### 主要人物
巳真兎季子（みま ときこ）
声 - 岩男潤子
主人公。通称は「キィ」。祖父・武羅尾に作られた女子型ロボットで、製造から17年経過している（と本人は信じ込んでいる）。外見は小柄で痩せ型の、普通の少女。極度な無表情と抑揚のない喋り方が特徴を持つが、時折、周囲の想いをもらうことで内に秘めた人間らしい豊かな感情がある。
祖父と共に寒村に住み、地元の高校に通っていたが、祖父が死去した後は彼の遺言を果たすために上京。さくらとの再会や美浦との「遭遇」を通じ、アイドルになることを決意する。
純粋で人を疑うことを知らないため、人間に対する不審感を持っておらず何度か危ない目に会うが、その度に不思議な力を発揮して乗り越えている。彼女の出自に隠された謎こそが、この物語の「キィ（鍵）」である。
実は、幼い頃は普通の人間の少女だったが人間の「想い」を実体化させエネルギー（ゲル）にする猯尾神社の巫女の能力を受け継いでいる。それを蛙杖に利用されないために、母兎与子の遺言で生前に抽出していた常人3万人分相当の「想い（ゲル）」でその能力を封印していたが、その副作用で感情が抑制され、機械やからくり人形に囲まれた家で育つ中で自分をロボットと思い込むようになった。なお、彼女の父親が誰であるかは明確に語られていない（さくらの父らしいことは本編やドラマで示唆されている）。
自分に対し周囲の人間の意識が集中した状況下でのみ能力が発動し、その際には感情が出現し一時的に「ロボット」から「人間」の状態になるが、完全に「人間」の状態に戻るためには兎与子の「想い」に打ち勝つ3万人分の「想い」が必要。「MONOGRAPH COLLECTOR FILE」シリーズでは、人間、ロボット、半ロボット状態のキィのナビゲーションやボイスを聞くことができ、人間らしさを取り戻した時のキィをレベル1（半ロボット）、レベル2（半人間）、人間と呼称している。
人間に戻った後は、蛙杖が用意した偽者のさくらを退け、奪われたさくらの想いを取り戻した。その後、病院に運ばれた美浦の見舞いに行き、母親の跡を継いで巫女になった。「ロボット」の時は感情が乏しいが、ドラマCD「友だち」で自分にイタズラをした高嶺がさくらのことが好きであることに気づいたりするなど鋭い一面を持っている。さくらに対して友だちとして意識している部分もあり、「MONOGRAPH COLLECTOR FILE Vol.2」に収録されている「アンドロイド・キィ」のバレンタインイベントでさくらにバレンタインのチョコをプレゼントしている。また、さくらの「マジ?」に対して「マジだぜ」と返事をしたり、さくらに対して突っ込みを入れるなど完全に人間らしさを失ったわけではない。ドラマCD「家族」では、小学生時代の彼女が描かれており、当時彼女の担任をした教師の想いにより、初めて人間に戻れたことが判明している。ドラマCD「東京」ではロボットの時の彼女の心境や人間に戻り、ブラックアウトし、母親と再会するキィが描写されている。
厨川さくら（くりやがわ さくら）
声 - 長沢美樹
キィと同郷の幼馴染にして親友。中学時代に父親と母親が相次いで蒸発したため、2人を探して上京。その後、上京したキィと偶然に再会した。キィとは厚い友情で結ばれており、彼女を自分が住む賃貸マンションに同居させ、「人間になる」という夢を支援するようになる。ただし、キィの「自分はロボットだ」という発言は全く信じていない。
キィとは対照的に表情が豊かで、豪快で行動的で、女の子らしい可愛い一面も多い。州一に惚れていて、彼の行きつけのレンタルビデオ店でバイトをするほどである。州一からしばしば「ちゅうかわ」（厨川の誤読）と呼ばれる。時折、キィの行動に振り回されつつも彼女の親友として大切に思っている。バイトはビデオ店以外にも、ピザ店「ピザショック」の宅配業務と交通整理の仕事を掛け持ちしている。
終盤で蛙杖に捕らえられ、ゲルを取られ過ぎたために最終話冒頭で死亡するが、最後にキィに別れを告げ、残りの想いをキィに託す形になった。ドラマ「友だち」では、彼女が語り部として物語が進み、キィに対しての彼女の思いなどが描かれている。
三和土州一（たたき しゅういち）
声 - 森川智之
東京で一人暮らしをする31歳の男性。一見好青年だが、鬱瀬美浦をデビュー時から追いかけており、鬱瀬美浦ファンクラブの創設者にして会長。自宅には彼女のポスターやビデオ、写真集があふれているいわゆる「オタク」である。それゆえ顔が良いにもかかわらず、女性にはモテない。本人も自覚しており、そんな自分に嫌気がさしている。
さくらの勤めるレンタルビデオ店でキィと知り合う。その後キィを美浦のコンサートに連れて行った際、彼女の持つ不思議な力を目撃。キィを巡る数奇な運命に深く関わり、彼女の助けをする。物語が進むにつれ、彼女の秘密を知り、知葉と行動を共にする。最終回まで生き残り、多少楽観的だがキィの心境に気づいたりするなど、キィを人間に戻すきっかけを与え、死んださくらの代わりにキィを人間に戻す。
若木知葉（わかぎ ともよ）
声 - 家中宏
猯尾谷で武羅尾の助手を務めていた男性。キィからは「知葉ちゃん」と呼ばれる。学者の助手とは思えない屈強な肉体と戦闘技術を持つ、謎多き人物。キィの後を追って東京へ向かい、密かに彼女を守る「ボディーガード」となる。
キィの持つ不思議な力について何かを知っており、蛙杖仁策やDとも大きな因縁を持っている。

### 芸能界
吊木光（つるぎ ひかる）
声 - 三木眞一郎
芸能界で名を馳せる男性。まだ20代半ばの若者だが、プロデュース・演出・脚本・俳優など多方面で成功を収め、「ショービジネス界の寵児」と呼ばれる。
デビュー間もない頃の鬱瀬美浦をトップシンガーへ育て上げたことで急速に名を上げ、「天才」の称号を手にした。しかし色々な事情から美浦とは袂を分かち、今も彼女に対して屈折した感情を抱いている。
冷淡かつ独占欲の強い性格で、同業者の評判は良くない。それが災いし、美浦を傷付けたことで激怒した紅子（美浦に似せたロボットを通し）によって瀕死に追い込まれ、キィとともに蛙杖のビルに向かうもさくらを選んだキィに絶望し、自らエレベーターから飛び降り死亡した。ただし人間に戻ったキィは、自分の歌を聴いてほしかった人としてさくらと共に「吊木先生」を挙げている。
鬱瀬美浦（うつせ みほ）
声 - 芝原チヤコ
絶大な人気を集める女性シンガーにして、天性のアイドル。芸能プロダクション「ミノス」に所属している。
13歳のデビュー時からミリオンセラーを連発し、トップスターの座に君臨しつづける。その成功には演出家・吊木の貢献もあったようだが、今は彼のもとから離れている。病気を理由にしばらく芸能活動を停止していたが、1年ほどの療養を経て復活。人気は衰えていないものの、コンサートやビデオ以外では一切人前に姿を見せず、事務所の関係者にすらほとんど会わなくなるなど、謎めいた存在へと変貌を遂げている。
実は、蛙杖によって病気が完治していないのにもかかわらず自分に似せたPPORを通し、無理やり歌手活動を続けさせられていた。そのため、体もどんどん弱くなる一方でその病気の鎮痛剤としてゲル（思い）を注入されていた。その副作用でライブ中でも吐血する描写があった。事件後に生存し病院に運ばれ、人間に戻ったキィから見舞いの花束をもらい、ドラマCD「憧れ」では自分がデビューに至るまでの経緯を見舞いに来てくれたキィに語った。
高いプロ意識と度胸の持ち主であり、デビュー当初に、当時中学生であるにもかかわらずヌードになることを迫られても、物怖じせず仕事をこなしている。一方で、PPOR使用者として全身をスキャンされたときは、強い抵抗感と嫌悪感を示していた。
玉利仙市（たまり せんいち）
声 - 小野健一
アダルトビデオメーカー「V&A」の社長。発掘した新人タレントを蛙杖に売り込むことがあり、その縁でキィや美浦に関わることになる。部下と共にキィに脱衣を強要していた際、ピザの配達に来たさくらに邪魔される。これをきっかけにキィよりもさくらの方が逸材であると感じ、2人につきまとうようになる。
その後はキィに関わったことで、巳真家関係者の居場所を知る者とアジョー重工に勘違いされPPORに襲撃される。部下を囮にしたうえに見捨ててまで逃走を図るも失敗、追い詰められた末に屋上から落下したところをキィに助けられ、しばらく出てこなかったが最終回で再登場する。さくらが死んだことを知り、キィを人間に戻す手助けをする。
キィのことを「ロボ子ちゃん」と呼んでいたがラストでは「キィちゃん」と呼んだ。
古森紅子（こもり べにこ）
声 - 芝原チヤコ
キィが乱入した会場に現れた美浦と同じ声を持つ新人歌手だが、彼女もPPORでの存在で美浦のエピゴーネン（代役）に過ぎない。
また、PPORの事は替えの利く消耗品程度にしか思っておらず、それにより蛙杖の怒りを買ってしまい、顔面を殴打され美浦の引退コンサートまでの間は独房へ監禁されてしまう。
温厚な美浦とは違い、短気で活発で喧嘩っ早い性格であるため、最終回ではそれが災いして正体がばれ、思いの副作用により死亡する。
築山（つきやま）
声 - 堀本等
州一の仲間で、鬱瀬美浦ファンクラブのメンバーの一人。
キィに関わる出来事とは無関係であり、州一からも終始一貫して何も教えられていない。美浦に熱狂していたが、一連の出来事の経過に伴い美浦への情熱も冷めていく。最終的にはファンでなくなったらしく、美浦に対しては平然と貶すほど興味を失う。

### 巳真家関係者
巳真武羅尾（みま むらお）
声 - 北村弘一
キィの祖父で、白髪白髭の柔和な老人。かつては天才的なロボット工学者として知られた人物だが、今では世間から忘れ去られ、猯尾谷で隠居生活を送っていた。キィに「三万人の友達を集めれば人間に戻れる」と言い残し死亡。
巳真登美子（みま とみこ）
武羅尾の妻にして、キィの祖母。故人。猯尾神社で巫女をしており、先祖から代々伝わる特別な力で村人たちの信奉を集めていた。15歳の頃に武羅尾と出会い、大きな運命の変転を体験することとなる。
巳真兎与子（みま とよこ）
声 - 井上喜久子
武羅尾の娘にして、キィの母。故人。

### アジョー重工関係者
蛙杖仁策（あじょう じんさく）
声 - 速水奨
巨大企業「蛙杖重工」の総帥。キィの祖父・武羅尾とは昔から深い因縁があるようで、かつては共同で二足歩行ロボットの開発に取り組んでいた。キィが上京して以後は彼女の身辺を探っている。
青年時代は軍人で、「ロボット兵器の実用化」という当時からの夢を、百歳近い老人となった今も追い続けている。それを叶えるため、キィの祖父母を利用し、キィ自身をも利用しようとした。
おそろしく自己中心的な性格で、自身の目的を果たすためなら、他者にどれほど犠牲を強いることも厭わない。また、オートマタ（自動人形）の熱烈な愛好者で、生身の人間より人形を大事にしている。
美浦が所属する芸能プロダクション「ミノス」のオーナーでもある。
最後は自業自得の形で、想いを制御できず自滅した。「MONOGRAPH COLLECTOR FILE Vol.2」によると、本作のスタッフからは悪人として残酷な死なせ方をさせるつもりだと言われていた。
「D」（ディー）
声 - 小杉十郎太
蛙杖の部下で、PPOR開発チームの責任者。スタッフからは「D」というコードネームで呼ばれるが、蛙杖だけは彼を「セルゲイ」と呼ぶ。元は傭兵で、PPORの操縦に耐えうる強靭な肉体と精神を持つ。また、若木とは過去に因縁があるようで、キィたちを付けねらうも最後は若木の自爆により死亡した。
菰田（こもだ）
声 - 中村大樹
蛙杖の秘書。蛙杖に忠実な部下ではあるが方針には疑問も抱いており、監視カメラのある目の前で疑問を呈するなど迂闊な面がある。15話で落命した。
研究開発スタッフA、B、C
眼鏡の男A（声 - 小形満）と若い男B（声 - 中村大樹）、小太りの男C（声 - 菅原淳一）。蛙杖の部下で、「D」に率いられるPPOR開発チームのメンバーたち。時に蛙杖に対して疑いを持つような言動も見られる。
スタッフBは中盤で蛙杖への不信感が露になり始めたために、他のスタッフによってゲルを奪われ、独房へ幽閉される。
マエストロ
声 - 肝付兼太
蛙杖の部下で、PPORの設計を手がける老人。武羅尾とも深い関係を持つ。
青射（あおい）
声 - 大塚明夫
ミノスの社長。蛙杖のもとで働いていたが、彼らのやり方に嫌気がさし縁を切った。真実を知るため、吊木の元へ行った時に州一たちと合流し事情を知り、キィを人間に戻す手助けをする。本人いわく「久々に血が騒ぐ」らしい。

### 金蛇救世素晴希講
蛇目王子（じゃのめおうじ）
声 - 峰恵研、緒方賢一（代役）
新興宗教「金蛇救世素晴希講」（こんじゃきゅうせい・すばらきこう）の教祖という、いかがわしい人物として登場。
キィの持つ力に目をつけ、信者のためにそれを利用しようとする一方、彼女の芸能活動を邪魔するような行動をとる。
ずる賢い男だが実は善意の人物で、キィに対する嫌がらせも、蛙杖らから彼女を守るためであった。最後は信者の息子である寿彦と共に、キィの手助けをする。
若い頃に山で遭難した際、兎与子に救われたことがきっかけとなって、宗教を起こした。
美浦のことを「あの子はもう駄目だ。抜け殻だ、残りかすだ」と見抜くなど、知葉曰く「教祖として大した力は無いが、想いを察知する能力は優秀」らしい。
寿彦（としひこ）
声 - 長沢美樹
蛇目王子が起こした宗教の信者の息子。重い病気にかかり、キィに救われたことがきっかけで彼女を「兎季子様」と呼び、彼女を慕っている。最終回では宗教を襲うPPORから蛇目王子とともに逃げ出し、キィを人間に戻す手伝いをする。ラストではキィを「お姉ちゃん」と呼んだ。

## 用語
猯尾谷（まみおだに）
山間に位置する小さな村。キィの弁によれば「村のひと全部足したって百人にも満たない」。外界とは隔絶した独自の歴史を持つ。地元の猯尾神社に祀られているのは、芸能の神「天宇受賣命」。
なお、さくらの生家やキィたちが通っていた学校は麓の黄麻村にある。
アジョー重工
東京に本社を構え、世界屈指の規模を誇る金属・機械メーカー。裏では兵器を売る軍需産業の面を持つ。
PPOR（ピーピーオーアール）
アジョー重工が秘密裏に開発を進める人型ロボット。正式名は「サイコロジカル・パワー・オペレイテッド・ロボット」。
人間の精神波によって遠隔操作されるが、操縦者の心身に多大な負担を強いるためゲルを利用する。
ゲルをPPORのエネルギーにする際は液状にしたものを使用。
ゲル
人間の「人の思い」。物質化したゲルは超低温であり、ドライアイスよりも冷たい。また、通常の状態では保存できず消滅する。ゲルは専用の装置により人間から抽出され、これを搾取され過ぎた人間は衰弱しやがて死ぬ（もしくは廃人）。また、人に使用すると体力の回復などの効果があるが、拒否反応がある。
プロダクション・ミノス
美浦の所属する芸能プロダクション。アジョー重工の出資で運営されている。美浦の活動に関しては全て蛙杖の独断で決定され、社長は全貌を掴んでいない。

## スタッフ
- 原作・監督・脚本 - 佐藤博暉（ポニーキャニオン）
- 監督補佐（#14・#15） - 神谷純
- キャラクター原案 - 田中久仁彦
- キャラクターデザイン・総作画監督（#8 - #15） - 石倉敬一
- メカニックデザイン - スタジオレスポンス（#1 - #7）→竹内志保（#8 - #15）
- メカニック原案 - スタジオレスポンス（#8 - #13）
- メカニック監修 - 竹内志保（#1 - #7）
- デザインワークス - ゼロGルーム（#1 - #13）
- 美術監督 - 渋谷幸弘
- 色彩設計 - 佐藤祐子
- 撮影監督 - 中條豊光・笹野進一（#1 - #13）→沖野雅英（#14・#15）
- 編集 - 松村将弘（#1 - #13）→松村正宏（#14・#15）
- 音楽 - 寺嶋民哉
- 音響監督 - 藤山房伸
- プロデューサー - 鈴木重裕（#1 - #13）→白川詩子・田沼敦・青木恵理子・津野竜之輔（#14・#15）
- アニメーション制作 - スタジオぴえろ
- 製作 - ポニーキャニオン、フジテレビ、フジエイト（#1 - #7）→フジクリエイティブコーポレーション（#8 - #15）、スタジオぴえろ

## 主題歌
オープニング「In the Night」
歌・作詞・作曲 - 貴島サリオ（ドラマCD - 岩男潤子） / 編曲 - 安部潤
エンディング「私がそばにいる」
歌・作詞・作曲 - 貴島サリオ（ドラマCD - 長沢美樹） / 編曲 - 安部潤
主題歌（第15話）「手のひらの宇宙」
作詞 - 濱田理恵 / 作・編曲 - 寺嶋民哉 / 歌 - 岩男潤子
挿入歌（第15話）「キィのララバイ」
作詞 - 佐藤博暉 / 作・編曲 - 寺嶋民哉 / 歌 - 岩男潤子
OVA全巻購入特典シングルCDおよび初回限定生産DVD-BOX同梱CD収録。
ラジオドラマスリーズでは一部アレンジされ、巳真兎与子（井上喜久子）がキィに歌う「キィのララバイ」として挿入歌となった。また、鬱瀬美浦（芝原チヤコ）が歌うバージョンもある。

## 各話リスト
※ 各話のサブタイトルはパソコン用語から採られている。
| 話数   | サブタイトル | 収録時間 | 絵コンテ                      | 演出                          | 作画監督                                       | 発売日         | 価格                 |
| ------ | ------------ | -------- | ----------------------------- | ----------------------------- | ---------------------------------------------- | -------------- | -------------------- |
| Ver.1  | 起動         | 25分     | 佐藤博暉                      | 水野和則                      | 石倉敬一 竹内志保                              | 1994年12月16日 | ￥2427 初回のみ￥970 |
| Ver.2  | カーソルI    | 25分     | 石山タカ明                    | 阿部雅司                      | 小林利充                                       | 1995年2月17日  | ￥2427               |
| Ver.3  | カーソルII   | 25分     | 近藤信宏                      | 近藤信宏                      | 岸義之                                         | 1995年3月1日   | ￥2427               |
| Ver.4  | アクセス     | 25分     | 水野和則                      | 真野玲                        | 田中比呂人                                     | 1995年4月5日   | ￥2427               |
| Ver.5  | スクロールI  | 25分     | 石山タカ明 佐藤博暉           | 阿部雅司                      | 小林利充                                       | 1995年6月7日   | ￥2427               |
| Ver.6  | スクロールII | 25分     | 近藤信宏                      | 近藤信宏                      | 石倉敬一 竹内志保                              | 1995年7月5日   | ￥2427               |
| Ver.7  | ラン         | 25分     | 奥脇雅晴 佐藤博暉             | 山口頼房                      | 田中比呂人、石倉敬一 竹内志保、菊池聡延        | 1995年8月2日   | ￥2427               |
| Ver.8  | ゴー・トゥ   | 25分     | 水野和則                      | 水野和則                      | 菱沼義仁                                       | 1996年2月7日   | ￥2427               |
| Ver.9  | リターン     | 25分     | ますなりこうじ                | ますなりこうじ                | 斎藤卓也                                       | 1996年3月6日   | ￥2427               |
| Ver.10 | バグ         | 25分     | 近藤信宏                      | 山口頼房                      | 菱沼義仁                                       | 1996年4月3日   | ￥2427               |
| Ver.11 | セーブ       | 25分     | 渡部高志                      | 渡部高志                      | 菊池聡延                                       | 1996年5月2日   | ￥2427               |
| Ver.12 | ヴァイラスI  | 25分     | 山口頼房 佐藤博暉             | 山口頼房                      | 松竹徳幸                                       | 1996年7月3日   | ￥2427               |
| Ver.13 | ヴァイラスII | 25分     | 佐藤博暉                      | 水野和則 佐藤博暉             | 石倉敬一 竹内志保                              | 1996年8月7日   | ￥2427               |
| Ver.14 | システム     | 95分     | 神谷純、池上和彦 うえだしげる | 神谷純、池上和彦 うえだしげる | 田中比呂人、古瀬登 菊池聡延                    | 1997年3月21日  | ￥9500               |
| Ver.15 | 終了         | 95分     | 神谷純、池上和彦 うえだしげる | 神谷純、池上和彦 うえだしげる | 田中比呂人、古瀬登 菊池聡延、清水恵子 伊藤秀次 | 1997年6月18日  | ￥9500               |

## 関連商品

### ドラマCD
ニッポン放送でオンエアされたラジオドラマを収録。ポニーキャニオンから発売。
- KEY THE METAL IDOL RADIO PROGRAM #1「友だち」
  - 1996年11月16日 - 12月7日放送分・全4回収録。1996年12月16日発売。
  - オープニングテーマ「In The Night」 歌：岩男潤子
  - エンディングテーマ「私がそばにいる」 歌：長沢美樹
- KEY THE METAL IDOL RADIO PROGRAM #2「家族」
  - 1996年12月14日 - 1997年1月4日放送分・全4回収録。1997年1月18日発売。
  - オープニングテーマ「千の鎖」 歌：岩男潤子
  - エンディングテーマ「夢見たままでいいよ」 歌：岩男潤子
- KEY THE METAL IDOL RADIO PROGRAM #3「憧れ」
  - 1997年1月11日 - 2月1日放送分・全4回収録。1997年3月21日発売。
  - オープニングテーマ「Leave me」 歌：鬱瀬美浦
  - エンディングテーマ「Love me」 歌：鬱瀬美浦
- KEY THE METAL IDOL RADIO PROGRAM #4「東京」
  - 1997年2月8日 - 3月1日放送分・全4回収録。1997年4月18日発売。
  - オープニングテーマ「真昼の憂鬱」 歌：岩男潤子
  - エンディングテーマ「キィのララバイ」 歌：巳真兎季子

### 音楽CD
ポニーキャニオンから発売。
- KEY THE METAL IDOL BGM DATA DISC for FIRST & SECOND PROGRAM（1995年10月4日発売）
- KEY THE METAL IDOL VOCAL DATA DISC for FIRST & SECOND PROGRAM（1995年12月16日発売）
- KEY THE METAL IDOL BGM DATA DISC II for THIRD PROGRAM（1997年2月21日発売）
- KEY THE METAL IDOL BGM DATA DISC III for FINAL PROGRAM（1997年5月16日発売）
- KEY THE METAL IDOL VOCAL DATA DISC II for RADIO PROGRAM（1997年6月18日発売）

### 書籍
ぴえろショップ限定販売。
- KEY THE METAL IDOL 設定資料集
- KEY THE METAL IDOL 田中久仁彦キャラクター原案画集

## 英語版
- 英語版はビズメディアにより北米で発売された。
- オープニング曲、エンディング曲共に英語版で流れる。
- 第15話の主題歌と挿入歌は巳真兎季子役のニコル・オリバーによる英語版が収録されている。

### 英語版の担当声優
- 巳真兎季子/キィ - ニコル・オリバー
- 巳真武羅尾 - ハーヴィ・ゴールド
- 厨川さくら - ミーガン・リーチ
- 三和土州一 - ジェリー・トッド（9話まで）→ピーター・ケラミス
- 若木知葉 - デビッド・ケイ
- 吊木光 - ブライアン・ドラモンド
- 蛙杖仁策、スタッフB - ジョン・ノヴァク
- 鬱瀬美浦 - サフロン・ヘンダーソン
- 菰田 - ポール・ドブソン
- D - デビッド・ゾロボフ（10話まで）→マーク・ギボン
- スタッフA - ウォード・ペリー
- スタッフC - マイケル・ドブソン
- マエストロ - アレック・ウィロウズ
- 巳真兎与子 - ウィロー・ジョンソン
- 蛇目王子 - ドン・ブラウン
- 玉利仙市 - テリー・クラッセン